# Zeus!
Gli Zeus!, talvolta indicati come ZEUS! o ZEUS, sono un gruppo musicale alternative rock e Post-hardcore italiano nato nel 2010 e proveniente da Imola.

## Storia degli ZEUS!
Gli Zeus! nascono nell'ottobre 2010 come duo composto da Luca Cavina (Calibro 35, Craxi, Incident on South Street, collaboratore di Beatrice Antolini, Hellish, Pornoise, Pixel Johnson) al basso distorto e voce e Paolo Mongardi (Fuzz Orchestra, Ronin, FulKanelli, ex Jennifer Gentle, e collaboratore di Il Genio, Mortuaria, Taunt/State Of The Art Living Dead) alla batteria. I due, che in precedenza avevano già collaborato nella band Transgender e nell'album collaborazione Il Beat Vol. I che univa Calibro 35, Dente, Il Genio e il bassista degli Afterhours Roberto Dell'Era, iniziarono il nuovo progetto con l'intento di portare avanti il loro lato più schiettamente noise / hardcore.
Nello stesso anno uscì per un manipolo di etichette, che decisero di collaborare nella produzione, il loro primo disco omonimo, che univa noise rock e math rock su sonorità tipiche di un certo metalcore che non disdegna il virtuosismo tecnico. Il disco vantava poi, in alcuni specifici brani, ospiti come Enrico Gabrielli alle tastiere, Valerio Canè al theremin, Andrea Mosconi alla chitarra e Giulio Favero ai feedback, curando nel contempo il mixaggio del disco. L'assenza della parola era poi rafforzata da titoli spesso bizzarri che citavano personaggi come Grindmaster Flesh o Koprofiev, storpiavano parole di vario tipo come Cowboia o rimandavano a nomi di poeti ed intellettuali come in Giacomo Leopardi o Turbo Pascal.

## Formazione
- Luca Cavina: Basso
- Paolo Mongardi: Batteria

## Discografia
- 2010 - Zeus! (Smartz Records, Bar La Muerte, SHOVE, Escape From Today, Offset)
- 2013 - Opera (Santeria, Tannen Records, Offset)
- 2015 - Motomonotono (Three One G Records, Tannen Records, Sangue Dischi)